# Пополтајо-Скијачато (Перуђа)
Пополтајо-Скијачато је насеље у Италији у округу Перуђа, региону Умбрија.
Према процени из 2011. у насељу је живело 30 становника. Насеље се налази на надморској висини од 290 м.